# Colin Humphreys

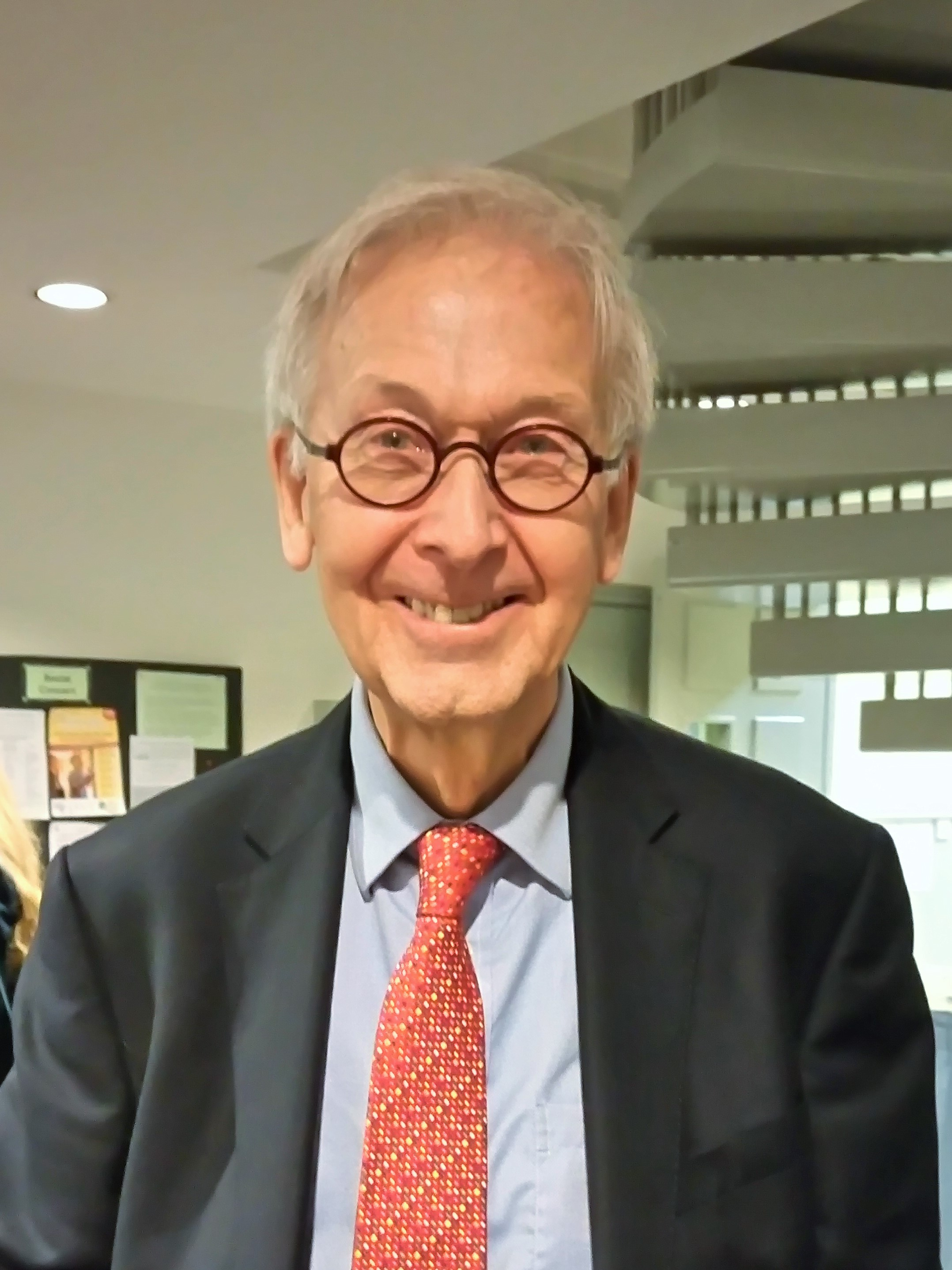
Colin Humphreys (2015)

Sir Colin John Humphreys, CBE, FREng (* 24. Mai 1941) ist ein britischer Physiker. Er war Goldsmiths Professor der Materialwissenschaft und ist derzeit Forschungsleiter an der Universität Cambridge, Professor der Experimentalphysik an der Royal Institution in London und ein Fellow von Selwyn College (Cambridge). Er war von 2002 bis 2003 Präsident des Institute of Materials, Minerals and Mining.
Seine Forschungsinteressen umfassen „alle Aspekte der Elektronenmikroskopie und -analyse, Halbleiter (insbesondere Galliumnitrid), ultrahochtemperaturweltraum- und luftfahrttechnische Materialien und Supraleiter“.

## Auszeichnungen
Humphreys wurde im Jahr 2001 mit der „A. A. Griffith Medal and Prize“ ausgezeichnet und erhielt den Rang eines Commander of the British Empire (CBE) im Jahr 2003 für seine Verdienste um die Wissenschaft als Forscher und Kommunikator. Er wurde in den 2010 Birthday Honours der Königin Elisabeth II. zum Ritterorden erhoben, und 2011 wählte ihn die Royal Society zum Fellow. Er hat auch einen Eintrag in Debrett’s People of Today. 1996 wurde er zum Fellow der Royal Academy of Engineering gewählt. Seit 1991 ist er ordentliches Mitglied der Academia Europaea. 2021 erhielt Humphreys die Royal Medal der Royal Society.

## Bibelstudien und Publikationen
Humphreys „studiert [außerdem] die Bibel, wenn er nicht gerade seinem Tagesgeschäft als Materialwissenschaftler nachgeht“.
Im Jahr 2011 behauptete er im Buch The Mystery of the Last Supper (Das Rätsel des Letzten Abendmahles), dass das letzte Abendmahl Jesu am Mittwoch stattfand, nicht wie traditionell angenommen am Gründonnerstag.
Laut Johannes 19:14 sagte Pilatus am Vorbereitungstag des Passahs den Juden: "Seht! Euer König!"

Gemäß Lukas 22:15 sagte Jesus aber am Passahtag: "Ich sehnte mich sehr danach, dieses Passahmahl mit euch einzunehmen, ehe ich leiden muss!" 
Der Widerspruch (15. oder 14. Nisan) zwischen den Evangelien sei erklärbar: Markus, Matthäus und Lukas benutzen offensichtlich den älteren jüdischen Kalender nach ägyptischer Berechnungsart (wie Samaritaner bis heute), Johannes dagegen den neueren jüdischen Kalender nach babylonischer Berechnungsart (den Juden bis heute verwenden). Ein letztes Abendmahl am Mittwoch erlaubt mehr Zeit als in der traditionellen Lesart für das Verhör und die Gerichtsverhandlung vor Pilatus, bevor Jesus am Freitag gekreuzigt wird. Humphreys hält den 1. April 33 für das Datum des letzten Abendmahles.
Neben Colin Humphreys (2003 im Buch "Und der Dornbusch brannte doch") deuteten weitere Autoren wie Charles Beke, Sigmund Freud und Immanuel Velikovsky,  die biblische Beschreibung der Wanderung israelitischer Sklaven zu einem Berg, von dem ein „verzehrendes Feuer“ ausging (2 Mos 24,17 ), als Schilderung eines Vulkanausbruchs. Dies schließe alle Berge der Halbinsel Sinai und im Gebirge Seir aber aus. Übrig blieben drei Vulkane im biblischen Midian, im Nordwesten von Saudi-Arabien. Davon ist Hala l-Badr der bekannteste.
Im Hala l-Badr sahen Colin Humphreys und verschiedene Autoren den „biblischen Sinai“, insbesondere
- Alois Musil im frühen 20. Jahrhundert
- Jean Koenig 1971[13]
- Jacob E. Dunn 2014[14]

## Bücher
- The Miracles of Exodus: a Scientist’s Discovery of the Extraordinary Natural Causes of the Biblical Stories. Continuum, London 2003, ISBN 0-8264-6952-3.
- The Mystery of the Last Supper: Reconstructing the Final Days of Jesus. Cambridge University Press, Cambridge 2011, ISBN 0-521-73200-X.